# 판윤
판윤(判尹)은 조선의 정2품 관직으로 도읍 한성부(漢城府)의 기관장이다. 판서급으로서 도성의 행정, 사법, 치안을 관장하였으며, 종2품 좌윤(左尹)과 우윤(右尹), 종4품 서윤(庶尹) 등의 관원을 두고 있었다. 조선 초기에는 부윤(府尹)이었다. 한성부의 행정,사법권을 모두 가지고 있었기에 오늘날의 서울특별시장 겸 서울고등법원장 겸 서울고등검찰청장에 해당한다.

## 산하 관원
- 종2품 좌윤(左尹) : 판윤을 보좌하는 역할을 맡았다. 지금으로 치자면 서울시 행정부시장 또는 정무부시장에 해당하는 직책이다. 1894년 갑오개혁때 폐지되었다.
- 종2품 우윤(右尹) : 좌윤과 같은 급의 직책이었다. 역시 갑오개혁때 폐지되었다.
- 종4품 서윤(庶尹) : 판윤과 좌윤, 우윤을 보좌하는 직책이었다. 오늘날 국장급에 해당한다.
- 종5품 판관(判官) : 상급 관원을 보좌한다. 오늘날 과장급에 해당한다.
- 종6품 주부(主簿) : 상급 관원을 보좌한다. 본래 1명이었는데 후에 2명으로 증원되었다.
- 정7품 참군(參軍) : 상급 관원을 보좌한다. 조선 후기에 폐지되었다.

## 같이 보기
- 한성부판윤
- 역대 한성판윤